# Platycomopsis filiappendiculata
Platycomopsis filiappendiculata är en rundmaskart som beskrevs av Heinrich Micoletzky 1930. Platycomopsis filiappendiculata ingår i släktet Platycomopsis och familjen Leptosomatidae. Inga underarter finns listade i Catalogue of Life.